# Rendszerdinamika
A rendszerdinamika a körülöttünk lévő világ tanulmányozásának egy módszere. Míg más tudományágak a világot kicsi- és kisebb részeikben tanulmányozzák, addig rendszerdinamikusok a dolgokat időbeli változásaikkal együtt, teljességükben vizsgálják. A rendszerdinamika központi témája a rendszert alkotó részek közötti kölcsönhatások, azaz a rendszer viselkedésének megértése. A rendszerdinamika szempontjából rendszernek tekinthető bármilyen két- vagy több, egymással kölcsönhatásban lévő részből álló felépítmény, mint például egy gőzgép, bankszámla, vagy egy focicsapat. A rendszeren belüli tárgyak és emberek egymással un. “visszacsatolásokon” keresztül érintkeznek, azaz az egyik paraméter időben való megváltozása befolyásolja a rendszer egy vagy több másik paraméterének értékét, mely(ek) visszahatással van(nak) az eredeti paraméterre… és így tovább.
- Említsük meg példaként egy bankszámlán lévő pénz értékét. A számlán lévő pénz kamatot hoz, mely növeli a számla értékét. A megnövekedett számlán lévő pénz azután még több kamatot hoz… A számla értéke egyre nagyobb iramban nő.
- Az egyszerű visszacsatolás másik példája lehet a szabadon tenyésztett csirkék esete is. Feltételezve, hogy a csirkék egészségesek és kakas is van az ólban, elvárhatjuk, hogy a tojások számával a csirkeállomány egyre gyorsuló iramban növekedni fog.
- Ez a két eset az ún. pozitív visszacsatolásra példa. A csirkék esetében viszont megfigyelhetjük, hogy az úton való átkelések az állományra csökkentően hat, s minél nagyobb az állomány annál több csirkét üt el az autó minden alkalommal. Ez példázza az ún. negatív visszacsatolást. A rendszerek viselkedését e két fő folyamat irányítja: a hosszútávlatú átlagos egyensúlyt (dinamikus equilibrium) a növekedési- és rombolási folyamatok időbeni kölcsönhatása tartja fenn.

A rendszerdinamika tehát a rendszer alapszerkezetének tanulmányozása révén értelmezi a rendszer viselkedési módjait. Az analizált rendszerek és problémák nagy része számítógépen is modellezhetőek és így a rendszerdinamika kihasználja, hogy e számítógépes modellek megnövekedett számítási sebessége lehetővé teszi az emberi elme képességeit lényegesen meghaladó bonyolultságú rendszerek egyidejű számításainak elvégzését.

## Rendszerdinamika kezdetei
A hidegháború elején Jay W. Forrester az MIT Lincoln Laboratóriumában vezette a “Whirlwind” és SAGE nevű haditengerészeti programokat, melynek során Forresterben egy nagy fokú elismerés alakult ki a vállalati vezetőkkel szembenéző nehézségek iránt. E tapasztalatok győzték meg Forrestert arról, hogy a haladás legfőbb akadályát nem az ipari problémák mérnöki megoldása, hanem a kivitelezés menedzselése jelenti. Ennek okát abban látta, hogy a társadalmi rendszereket sokkal nehezebb megérteni és vezérelni, mint a fizikai rendszereket. 1956-ban (38 éves korában) elfogadta az MIT újonnan alapított Sloan Menedzsment Iskolájának vezetését, s a kezdetektől fogva az a cél vezette, hogy tudományos- és mérnöki hátterét a vállalatok sikerét vagy sikertelenségét befolyásoló alaptényezők meghatározására alkalmazza. Az ’50-es évek közepén a General Electric vezetésével való kapcsolata során alkalma nyílt a mérnöki- és menedzselési problémák közös vonásaiba bepillantást nyerni. Abban az időben ugyanis GE vezetését zavarba hozta, hogy a Kentuckyban lévő készülékgyárukban egy hároméves ciklusú jelentős munkaerőingadozást figyeltek meg, melyre az üzleti ciklus által okozott ingadozások számukra elégtelen magyarázatokat adtak. A munkafelvételt és elbocsátást irányító vállalati döntés-hozatal egyszerű modellezésével, a GE gyáregységek készlet-áram-visszacsatolás szerkezetének kézzel végzett számításai segítségével Forrester sikeresen bizonyította, hogy a GE munkaerőingadozásai nem külső erők, mint az üzletciklusok, hanem a cég belső szerkezeti felépítésének következménye. Ez a majdnemhogy egy vacsora közbeni szalvétára vázolt kézi szimuláció volt a rendszerdinamika területének kezdete.
Ezt követően, az ’50-’60-as évek folyamán Forrester szakmérnöki hallgatók egy csoportjával a rendszerdinamika tudományterületét nagyon gyorsan mozdította a kézi szimuláció szakaszából a fejlett számítógépes szakaszba. Richard Bennett alkotta az első rendszerdinamikai modellezési nyelvet, melyet 1958-ban ő a SIMPLE (egyszerű ~ Simulation of Industrial Management Problems with Lots of Equations) nevet adta. 1959-ben Phyllis Fox és Alexander Pugh írta meg a SIMPLE jelentősen javított változatát a DYNAMO-t (DYNAmic MOdels), mely a következő harminc évben általános használatba került. Forrester 1961-ben adta ki a még mindig érvényesnek számító Ipari Dinamika című könyvét.

### Korai sikerek
E hősi kezdetektől a rendszerdinamika csaknem kizárólag vállalatvezetési problémák értelmezését szolgálta, de 1968-ban egy váratlan esemény hirtelen jelentősen kiszélesítette e fiatal tudományág alkalmazási területét. Az történt, hogy Boston korábbi polgármesterét John Collinst az MIT Városi Ügyek vendégprofesszorának nevezték ki. Collins aki az ’50-es évektől paralízisben szenvedett, egy könnyen elérhető irodát keresett. A véletlen úgy hozta, hogy a Forrester irodája melletti használatlan iroda pontosan megfelelt igényeinek. Így Collins és Forrester munkanapi szomszédok lettek. Rendszeres beszélgetéseket folytattak a város problémáiról és azok megoldásairól. E beszélgetések eredményeként született a Városi Dinamika című könyv. Az ebben leírt modell képviselte a rendszerdinamika első nem-vállalati alkalmazását és nagy vitákat kavart – sőt, még kavar ma is. A mű világosan bizonyította, hogy sok közismert városi rendelkezés vagy nem hatékony, vagy egyenesen káros. A modell néhány, a közfelfogással ellenkező intézkedést javasolt, melyek az első pillantásra hibásnak tűntek, de meglepően hatékony eredményeket hoztak. A Városi Dinamika modellje szerint például lakóházak építése az alacsonyjövedelműek számára nem segíti a várost, hanem inkább annak fejlődését akadályozó nyomorcsapdát teremt, míg a szegénytelepek lerombolása lehetőséget nyújt új munkahelyek teremtésére és a városi lakosság általános életszínvonalának emelkedéséhez vezet.

### Kifejlődés
A következő nem-vállalati alkalmazás nem sokkal követte az elsőt: 1970-ben a Római Klub meghívta Jay Forrestert egy berni találkozóra Svájcba. Közismert, hogy a Róma Klub egy olyan szervezet, melynek tagjai – saját szavaikkal – “az emberiség bajai” megoldásán fáradoznak, azaz céljuk a föld megújítható- és meg nem újítható erőforrásai kimerüléséből, a szennyeződés felhalmozódásából és a népesség exponenciális növekedéséből adódó, a jövőben bekövetkező globális krízis elkerülése. Ezen a találkozón Forrestert megkérdezték, hogy a rendszerdinamika alkalmazható-e az “emberiség bajainak” megoldására? ’’Természetesen’’ – válaszolta. Hazafelé repülve felvázolta a világ társadalmi-gazdasági rendszerének első modelljét, amit WORLD1-nek nevezett. Hazaérkezése után, a Római Klub tagjainak látogatására készülve, Forrester finomította modelljét és a Világ-Dinamika című könyvében WORLD2címmel hozta nyilvánosságra. Ez a munka azonnal óriási, világméretű érdeklődést keltett. A WORLD2 feltérképezte a világ népessége, az ipari termelés, a szennyezettség, az erőforrások és az élelmiszerek közötti fontos összefüggéseket. A modell a világ társadalmi-gazdasági rendszerének teljes összeomlását jósolta a 21. században, hacsak nem teszünk komoly lépéseket, hogy megelőzzük a föld teherbíróképessége kimerülését. A modell azt is megmutatta, hogy mik azok a változások, amelyek ahhoz szükségesek, hogy a globális rendszert viszonylag magas szinten lehessen fenntartani hosszú távon.
A nagy figyelemre való tekintettel a Római Klub felajánlotta, hogy fedezi az emberiség bajainak a rendszerdinamika módszereivel való kiterjedt és részletes tanulmányozása költségeit. Forrester ebben az időben a Város-Dinamika továbbfejlesztésén dolgozott és maga helyett korábbi doktori tanítványát, Dennis, Donella Meadows férjét ajánlotta, aki sikeresen vezette azt a munkát, ami a WORLD3 nevű modellt hozta létre. Ezt a munkát A Növekedés Határai című könyvében írta le. Annak ellenére, hogy ez a modell sokkal részletesebb volt mint a WORLD2, megállapításai azzal azonosak voltak, s mégis a könyv barátságos nyelvezete a nem-szakértő olvasók számára is elérhetővé tette a nem csak a végkövetkeztetések lényegét, hanem azok elérésének módját is, így A Növekedés Határai még a Világ-Dinamika sikerét is felülmúlta.
1991-ben A Növekedés Határainak eredeti szerzőhármasa a huszadik évforduló alkalmából újra írták tanulmányukat és eredményeiket A Határokon Túl című könyvükben jelentették meg korábban nem létező adathalmazzal és korábbi kritikus véleményeket megválaszoló gondosan előkészített előadással egészítették ki. Az újraépíttetett modelljüket WORLD3-91 néven mutatták be.

### Rendszerdinamika ma
Az utóbbi húsz évben Jay Forrester figyelme két területre összpontosul: 

1) az Egyesült Államok gazdasága rendszerdinamikai modellje és 

2) a rendszerdinamika oktatásának kiterjesztése az óvodától a főiskoláig. 

Forrester számára az előbbi feladat a közgazdasági tudomány és a makrogazdasági rendszer működésének alapvető megértését jelenti, míg az utóbbit az emberi társadalom jövőbeli egészsége biztosításának tekinti. Bár a nemzeti gazdasági modell egyelőre befejezetlen, korai és közvetlen eredmények már nyilvánosak. A modell legemlítésreméltóbb eredménye a “hosszú hullám”-nak nevezett 40-60 éves gazdasági ciklus, mely az 1930-as évek nagy gazdasági válságát nem csak megmagyarázza, hanem az ahhoz hasonló helyzeteket a kapitalista gazdaságok ismétlődő jellegzetességeként mutatja be. Emellett, a ’90-es éveket a legutóbbi hosszú hullám felfelé ívelő szakaszának jósolta és a tőkepiac túlfűtését helyezte kilátásba (ami a rendszerdinamika nyelvén az összeomlás veszélyét jelenti). Megjegyzendő, hogy a modell alkotói számára valószínűleg nem jelentett nagyobb meglepetést mikor az évtized végén az amerikai tőkepiac az értékének csaknem felét villámgyorsan elvesztette…
Forrester későbbi életének másik nagy célja egy teljes kör bizonyos értelemben való bezárását jelentheti. Az élet úgy hozta, hogy Forrester az MIT-ban végzett tanulmányai kezdetén első szárnypróbálgatásait Gordon Brown tanár, a Szervodinamikai Laboratórium alapítójának keze alatt végezte. Amikor Brown 1973-ban nyugdíjba ment, az Arizonabeli Tucson-ban kezdett telelni. A ’80-as évek végén Brown a Tucson iskolarendszer tanítóinak tartott egy rendszerdinamikát bemutató előadássorozatot – említésre méltó eredményekkel. Rendszerdinamika nemcsak a felső tagozatban terjedt futótűzként, hanem az egész iskolarendszerben. Ezt a kezdeményezést Forrester előrelátó útmutatással, Jim és Faith Waters önzetlen anyagi támogatással és John Bemis szükséges információ hálózat teremtésével támogatta, és ma, ezekben az iskolákban Shakespeare-től kezdve, gazdaságtanon keresztül egészen a fizikáig teljesen, vagy részben rendszerdinamika segítségével végzik az oktatást. Sőt, az iskolarendszer maga is használja a rendszerdinamikát, hogy maga is egy tanuló szervezetté váljon.
A rendszerdinamika általános oktatásának jövője meglehetősen ígéretesnek tűnik. Egy egész nemzetközi elosztóhálózat alakult ki, és az interneten keresztül sok honlap segíti az információk elérését. Az Egyesült Államokban, de a világ más részein is számos általános- és középiskolai tanár kezdte el a rendszerdinamika oktatását és használatát saját tantervébe olvasztani és e témában rendezett nemzetközi konferenciákra járást. Mindezek a fejlemények arra utalnak, hogy a jövő vállalatainak és közigazgatási szervezeteinek döntéshozói a velük szembenéző problémákat a rendszerdinamika lencséjén keresztül nézik majd…

### A tudományág jelentősebb nevei
- Kenneth Germeshausen
- Jay Wright Forrester
- John Sterman
- Nelson Repenning
- Peter Senge